# Castell de Tàrrega
El Castell de Tàrrega és un edifici de Tàrrega (Urgell), declarat bé cultural d'interès nacional. És situat en un petit turó a la zona sud-oest de la ciutat. Aquesta construcció esdevé l'origen fundacional del que es coneix com la vila medieval de Tàrrega, situada en una cruïlla de camins provinents de Barcelona, Tarragona i Balaguer, estratègica dins del territori.

## Història
La vila de Tàrrega nasqué al voltant del seu castell, possiblement d'origen àrab. El castell era un lloc avançat en la línia de frontera, ja que els sarraïns encara ocupaven les comarques de la Noguera i el Segrià. El castell fou conquerit pel comte Ramon Berenguer I de Barcelona, el qual l'any 1056 l'atorgà en esponsalici, dona en perpetu i franc alou, a la seva esposa Almodis. Així el castell passaria a ser de jurisdicció comtal exclusiva. El 1058, els comtes feren un conveni amb Ricard Altemir per «ipso castro de Tarrega»; Altemir s'encarregaria de la reconstrucció i defensa de la fortalesa i de la castlania. El 1069, la castlania fou encomanada a Miró Ricolf de Pinós perquè, juntament amb Pere Udalard hi tinguessin un petit exèrcit de vint homes. En aquell moment, Tàrrega era un lloc avançat de la marca del comtat d'Osona. El 1076 heretà el castell Ramon Berenguer II que, el 1078 cedí, a perpetuïtat, als germans Arnau i Guillem Guadall i successors, la vila, el castell i el terme de Tàrrega amb tots els drets i pertinences.

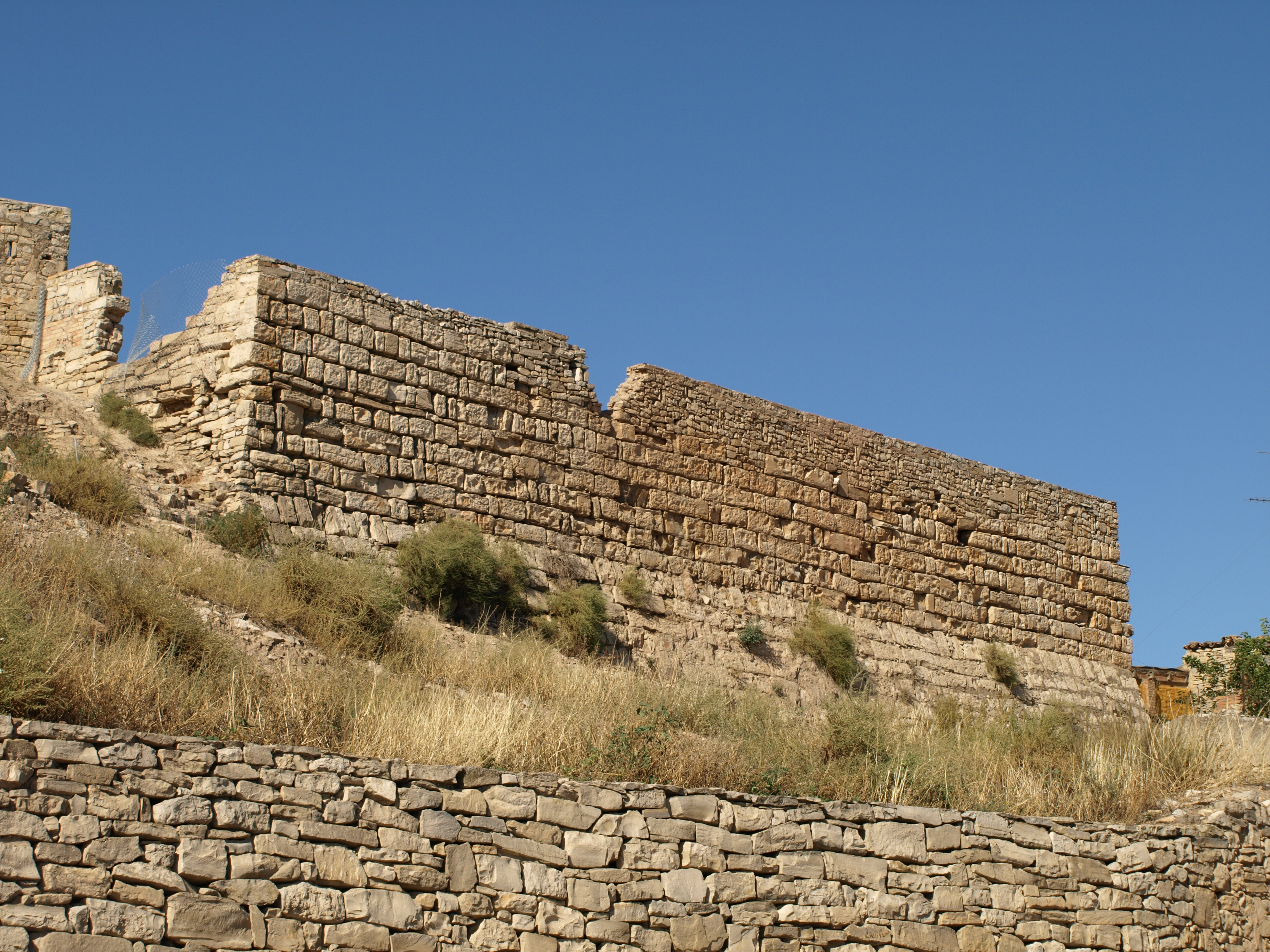
Castell de Tàrrega (setembre 2008)

Des del segle xii es formà una piràmide feudal ben definida entre els diversos castlans que tenia el castell alhora i que, sovint, abusaren en el cobrament dels cens a la població. Els segles xii i xiii hi havia els Pinós com a titulars i per sota els Peramola. També es documenten els Santafé i els Torroja. El 1217, Agnès de Torroja es casà amb Ramon Folc IV de Cardona el qual s'integrà a la piràmide feudal de Tàrrega en un tercer esglaó. La castlania es vengué a Arnau Sort qui, l'any 1262 disposà que la seva part de castlania fos venuda a Guerau d'Aguiló, senyor de Talavera. Fins a mitjan segle xiii, hi hagué els Granyena i fins a les primeres dècades del segle xiv, foren castlans Guillem Rufaca i els seus descendents. Altres llinatges que compartiren la castlania foren Oluja, Anguera, Montserrat i Clariana. En molts casos, es tenia la castlania només com a renda, sense viure a Tàrrega.
El castell de Tàrrega va romandre sota el domini eminent de la monarquia tot i la fragmentació de poders i interessos dels castlans. El rei Jaume I atorgà l'any 1242 els estatuts i costums pels quals s'havien de governar la vila, el castell i el terme. Sota Pere III, a mitjan segle xiv, es restauraren murs i valls del castell i de la vila, que foren afectats pels successius conflictes bèl·lics vinents que patí el Principat. El castell va perdre la seva funció defensiva durant el segle xvii i la va recuperar, puntualment, al segle xix, durant les guerres carlines.
L'any 1984, l'Ajuntament de Tàrrega comprà les ruïnes de l'antic castell. Les excavacions arqueològiques portades a terme al castell després de la seva adquisició per part de l'Ajuntament han permès documentar diferents elements del castell. En un moment posterior al segle xv es documenta un context d'obres generalitzat, moment en què es construeix el potent mur de tancament sud, posterior a la amortització de la cisterna, datada entre els segles XIV-XV. També es documenten murs dels segles XVIII-XIX, lligats amb les Guerres Carlines i amb els usos posteriors del castell.

## Arquitectura
Presenta un estat de conservació força dolent degut a les nombroses transformacions experimentades al llarg del temps i a l'espoli sofert després del seu abandó. Els elements més antics del castell són les estances situades al sector SE, datables entre els segles xi i xii, i una cisterna amb pou de captació que ocupa bona part de la plataforma inferior del castell. Aquesta fa 4,5 m. de profunditat, 8 m. d'amplada i 12 m. de llargada i la seva cronologia es trobaria al voltant del segle xiii. L'estructura amb més entitat conservada és el mur de tancament sud, del segle xv, amb una amplada de 3,5 m. i fet amb blocs ben escairats lligats amb morter. El tram superior d'espitlleres d'aquest mur, juntament amb la resta de murs de tancament, són obra del segle xix. L'espai interior del castell manté una àmplia zona de pati d'armes, envoltada per dependències.